# Campionat del Món de natació
El Campionat del Món de natació és la màxima competició internacional dels esports aquàtics. Se celebra des de 1973 organitzat per la Federació Internacional de Natació (FINA). Des de 2001 es disputa cada dos anys.
El punt central dels campionats són les competicions de natació. A més es realitzen competicions de salts, salts de gran altura, natació en aigües obertes, natació sincronitzada i waterpolo.

## Edicions
| Edició        | Any  | Ciutat    | País            | Atletes | Nacions | Instal·lació principal                         |
| ------------- | ---- | --------- | --------------- | ------- | ------- | ---------------------------------------------- |
| I detalls     | 1973 | Belgrad   | Iugoslàvia      | 686     | 47      | Piscines Tašmajdan                             |
| II detalls    | 1975 | Cali      | Colòmbia        | 682     | 39      | Piscines Panamericanes Hernando Botero O'Byrne |
| III detalls   | 1978 | Berlín    | Alemanya        | 828     | 49      | Piscina Olímpica                               |
| IV detalls    | 1982 | Guayaquil | Equador         | 848     | 52      | Piscines Alberto Vallarino                     |
| V detalls     | 1986 | Madrid    | Espanya         | 1.119   | 34      | Centre de Natació M-86                         |
| VI detalls    | 1991 | Perth     | Austràlia       | 1.142   | 60      | Centre Aquàtic Perth Superdrome                |
| VII detalls   | 1994 | Roma      | Itàlia          | 1.400   | 102     | Foro Itálico                                   |
| VIII detalls  | 1998 | Perth     | Austràlia       | 1.371   | 121     | Centre Aquàtic de l'Estadi Challenge           |
| IX detalls    | 2001 | Fukuoka   | Japó            | 1.498   | 134     | Marine Messe*                                  |
| X detalls     | 2003 | Barcelona | Catalunya       | 2.015   | 157     | Palau Sant Jordi*                              |
| XI detalls    | 2005 | Mont-real | Canadà          | 1.784   | 144     | Centre Aquàtic d'Île Sainte-Hélène             |
| XII detalls   | 2007 | Melbourne | Austràlia       | 2.195   | 173     | Arena Rod Laver*                               |
| XIII detalls  | 2009 | Roma      | Itàlia          | 2.556   | 185     | Piscines de Roma                               |
| XIV detalls   | 2011 | Xangai    | R.P. de la Xina | 2.220   | 181     | Shanghai Oriental Sports Center                |
| XV detalls    | 2013 | Barcelona | Catalunya       | 2293    | 181     | Palau Sant Jordi*                              |
| XVI detalls   | 2015 | Kazan     | Rússia          | 2.400   | 190     | Kazan Arena*                                   |
| XVII detalls  | 2017 | Budapest  | Hongria         |         |         |                                                |
| XVIII detalls | 2019 | Gwangju   | Corea del Sud   |         |         |                                                |
| XIX detalls   | 2021 | Fukuoka   | Japó            |         |         |                                                |
| XX detalls    | 2023 | Doha      | Qatar           |         |         |                                                |

- (*) - Piscina provisional construïda per a l'ocasió

## Disciplines
Exceptuant aclariment, totes les competicions tenen categoria masculina i femenina.

### Salts
- trampolí 1 m.
- trampolí 3 m.
- plataforma 10 m.
- trampolí sincronitzat 3 m.
- trampolí sincronitzat 3 m mixt.
- plataforma sincronitzada 10 m.
- plataforma sincronitzada 10 m mixt.
- per equips

### Salts de gran altura
- 27 m. (homes)
- 20 m. (dones)

### Natació en aigües obertes
- 5 km
- 5 km mixt
- 10 km
- 25 km

### Natació
| Distància | esquena | braça | papallona | lliure | estils | relleus lliures | relleus estils |
| --------- | ------- | ----- | --------- | ------ | ------ | --------------- | -------------- |
| 50 m      | ●       | ●     | ●         | ●      |        |                 |                |
| 100 m     | ●       | ●     | ●         | ●      |        |                 |                |
| 200 m     | ●       | ●     | ●         | ●      | ●      |                 |                |
| 400 m     |         |       |           | ●      | ●      | ●               | ●              |
| 800 m     |         |       |           | ●      |        | ●               |                |
| 1500 m    |         |       |           | ●      |        |                 |                |

### Natació sincronitzada
Totes les proves tenen modalitat tècnica i lliure i només participen dones, a excepció del duet, que també té modalitat mixta.
- Solo
- Duet
- Duet mixt
- Equips
- Combinada

### Waterpolo
- prova masculina
- prova femenina

## Medaller
- dades actualitzades a Barcelona 2013

### General
| Pos. | País              | Or  | Plata | Bronze | Total |
| 1    | Estats Units      | 214 | 166   | 119    | 499   |
| 2    | R.P. de la Xina   | 103 | 75    | 53     | 231   |
| 3    | Alemanya1         | 88  | 104   | 93     | 285   |
| 4    | Rússia2           | 86  | 79    | 70     | 235   |
| 5    | Austràlia         | 73  | 80    | 56     | 209   |
| 6    | Hongria           | 28  | 21    | 24     | 73    |
| 7    | Itàlia            | 25  | 25    | 35     | 85    |
| 8    | Canadà            | 19  | 35    | 37     | 91    |
| 9    | Països Baixos     | 16  | 22    | 28     | 66    |
| 10   | França            | 14  | 19    | 20     | 53    |
| 11   | Regne Unit        | 13  | 18    | 30     | 61    |
| 12   | Brasil            | 10  | 3     | 9      | 22    |
| 13   | Ucraïna           | 9   | 6     | 12     | 27    |
| 14   | Espanya           | 8   | 25    | 23     | 56    |
| 15   | Suècia            | 8   | 14    | 13     | 35    |
| 16   | Sud-àfrica        | 8   | 2     | 12     | 22    |
| 17   | Japó              | 7   | 28    | 52     | 87    |
| 18   | Polònia           | 6   | 7     | 6      | 19    |
| 19   | Sèrbia3           | 6   | 4     | 5      | 15    |
| 20   | Dinamarca         | 4   | 7     | 5      | 15    |
| 21   | Zimbàbue          | 4   | 5     | 0      | 9     |
| 22   | Grècia            | 4   | 3     | 3      | 10    |
| 23   | Finlàndia         | 3   | 2     | 2      | 7     |
| 24   | Tunísia           | 2   | 2     | 4      | 8     |
| 25   | Romania           | 2   | 1     | 7      | 10    |
| 26   | Belarús           | 2   | 1     | 0      | 3     |
| 27   | Corea del Sud     | 2   | 0     | 1      | 3     |
| 28   | Suïssa            | 1   | 4     | 1      | 6     |
| 29   | Mèxic             | 1   | 2     | 9      | 12    |
| 30   | Croàcia           | 1   | 2     | 3      | 6     |
| 31   | Bulgària          | 1   | 1     | 4      | 6     |
| 32   | Bèlgica           | 1   | 1     | 2      | 4     |
| 32   | Costa Rica        | 1   | 1     | 2      | 4     |
| 32   | Lituània          | 1   | 1     | 2      | 4     |
| 35   | Noruega           | 1   | 1     | 1      | 3     |
| 36   | Colòmbia          | 1   | 0     | 0      | 1     |
| 36   | Surinam           | 1   | 0     | 0      | 1     |
| 38   | Nova Zelanda      | 0   | 3     | 5      | 8     |
| 39   | Àustria           | 0   | 3     | 3      | 6     |
| 40   | Eslovàquia        | 0   | 3     | 2      | 5     |
| 41   | Txèquia4          | 0   | 3     | 1      | 4     |
| 42   | Cuba              | 0   | 1     | 1      | 2     |
| 42   | Islàndia          | 0   | 1     | 1      | 2     |
| 44   | Montenegro        | 0   | 1     | 0      | 1     |
| 45   | Malàisia          | 0   | 0     | 2      | 2     |
| 46   | Argentina         | 0   | 0     | 1      | 1     |
| 46   | Egipte            | 0   | 0     | 1      | 1     |
| 46   | Puerto Rico       | 0   | 0     | 1      | 1     |
| 46   | Trinitat i Tobago | 0   | 0     | 1      | 1     |
| 46   | Veneçuela         | 0   | 0     | 1      | 1     |

1.^ RDA + RFA
2.^ Rússia + Unió Soviètica
3.^ Sèrbia + Seèbia i Montenegro + Iugoslàvia
4.^ República Txeca + Txecoslovàquia